# Местные
«Ме́стные» — подмосковное молодёжное политико-экологическое движение. Полное название: Движение молодых политических экологов «Местные». Создано 19 октября 2005 года.
Лидер движения — Дмитриева Татьяна Романовна.
Создано и курируется Администрацией губернатора Московской области.
У «Местных» три направления деятельности: экологическое, антикризисная программа, национальная программа.
С 2008 года в июле проводит свой ежегодный летний молодёжный образовательный лагерь «ОКА». Место проведения — Московская область, восточная окраина Данковского поселения Серпуховского района, местечко Пьяный бугор, близ деревни Прилуки на берегу реки Ока.
Лидеры движения объясняют, что движение занимается «экологией с политическим уклоном». Вместе с тем на одной из акций один из тогдашних лидеров «Местных» Игорь Панин, выступая перед участниками движения, сказал следующее:

«Много всякой дряни появилось в Подмосковье. Приезжие должны понимать, что не надо тут гадить! Надо, чтобы была чистота! Потому что мы местные! Россия победит!»

## Акции
- 12 июня 2006, в День России, провели массовую манифестацию на Тверской улице Москвы, в которой приняло участие более 40 тыс. человек.
- 12 июля 2006 перед закрытыми шторами ресторана отеля «Ренессанс» (Москва) провели 1,5-часовое пикетирование конференции «Другая Россия».
- 30 ноября руководство движения представило журналистам манифест — «национальную программу», в которой говорится об угрозе «межнациональному миру в России из-за наплыва нелегальных мигрантов и готовых этим воспользоваться экстремистских организаций». 12 декабря в Москве «Местные» проведут массовый митинг, на котором призовут внести поправку в Конституцию РФ, заменив слова «многонациональный народ РФ» на «российский народ, соединённый русским языком и сплочённый общей культурой»[5].
- С 20 по 28 июня 2007 года движение «Местные» проводит акцию «Не дадим рулить мигрантам!», в ходе которой призывает население не пользоваться услугами частных извозчиков — нелегальных мигрантов[6]. В связи с проведением этой акции член Совета Федерации России Владимир Слуцкер заявил, что готовит обращение в Генеральную прокуратуру России с просьбой проверки на факт экстремизма. По словам Слуцкера, "Распространенная сегодня листовка с изображением славянской девушки, отказывающейся от услуг водителя ярко выраженной кавказской внешности, не может быть интерпретирована иначе, как нарушение статьи 282 Уголовного кодекса «возбуждение ненависти либо вражды, а равно унижение человеческого достоинства» и федерального закона «О противодействии экстремистской деятельности»[7].
- 21 февраля 2009 года «Местные» провели акцию в Москве в защиту русского языка. Лидер организации заявил:

«Нам надоело, что через средства массовой коммуникации — теле-и радиоэфир, интернет любое существо может нести в наши дома мат, уголовную лексику и дебильный язык сексуальных и прочих меньшинств. Мы хотим, чтобы наша страна говорила на нашем, чистом русском языке» 1

- 10 ноября 2010 года — акция против Кристовскиса напротив посольства Латвии в Москве.